# Saint Ergat
Saint Ergat, ou saint Ergad, ou saint Tergat, ou saint Gouescat, connu aussi sous les noms de Escat, Ergat ou Boscat, est un saint breton.

## Sa vie
Saint peu connu, il serait un fils du roi barde Loumarch, chef d'un petit État nommé l'Argoët (situé dans le Léon), il aurait été lui-même barde. Il serait venu, accompagné d'un certain nombre d'exilés, s'installer au sud de la Baie de Douarnenez où il aurait fondé un plou connu sous le nom de Plodregat ou Pouldergat ; il aurait habité un hameau dénommé de nos jours Kerdergat, situé à un kilomètre au sud-ouest du bourg de Pouldergat.
Selon J. De la Passsardière, en 1911, on conservait comme relique à Tréouergat un fragment notable de son crâne (selon l'abbé de Garaby, avant la Révolution française, les débris de son crâne étaient conservés dans une tête en argent qui aurait été prise par les Révolutionnaires) et le saint est « honoré comme abbé le deuxième dimanche d'août. Il y est représenté revêtu d'une soutane, d'une aube, d'une chasuble avec manipule, et tenant un livre entre ses mains ». Il précise aussi : « On invoque le saint contre toutes sortes de maladies, et notamment contre les rhumatismes » et des miracles lui étaient attribués.
Un calendrier du IXe siècle conservé à Angers signale son martyre au 25 octobre, avec celui de saint Méloir.

## Ses traces dans la Bretagne actuelle
Saint Ergat est le saint éponyme de Pouldergat, Tréouergat, peut-être aussi de Tréogat, Plouescat et Louargat, mais aussi, malgré les modifications orthographiques survenues, mais c'est plus douteux, de Plouégat-Guérand et Plouégat-Moysan.

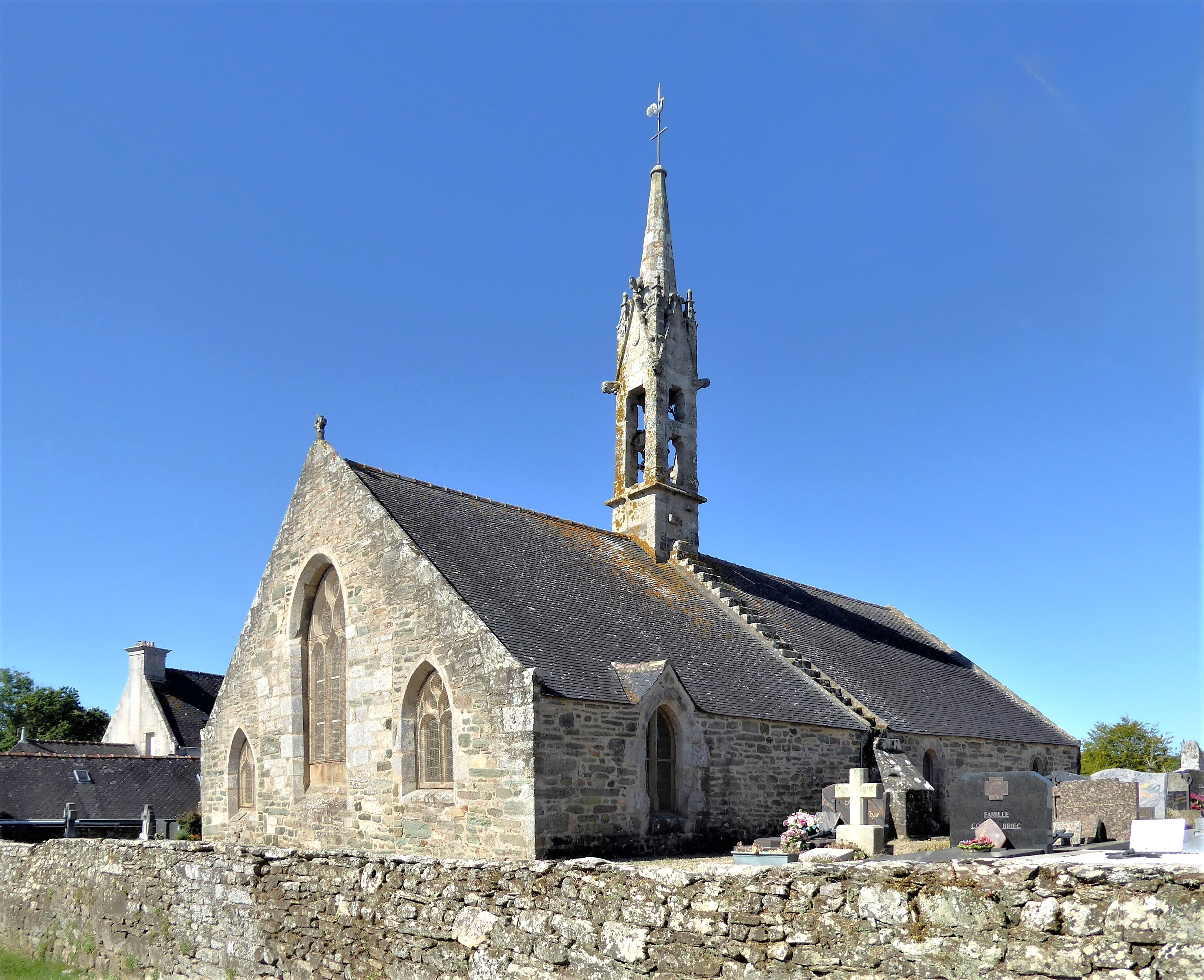
Tréogat : l'église paroissiale Saint-Boscat.
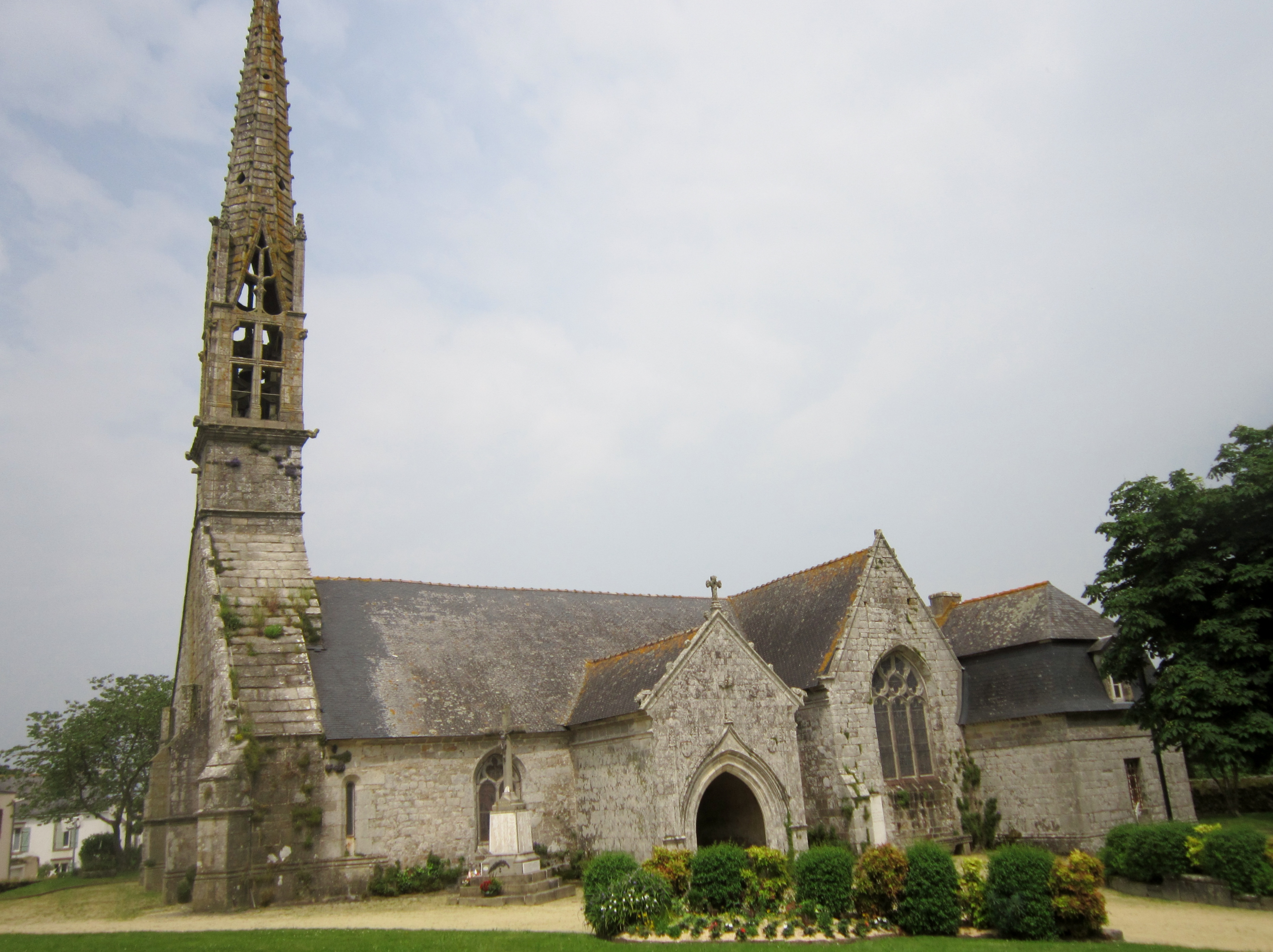
Pouldergat : l'église paroissiale Saint-Ergat.
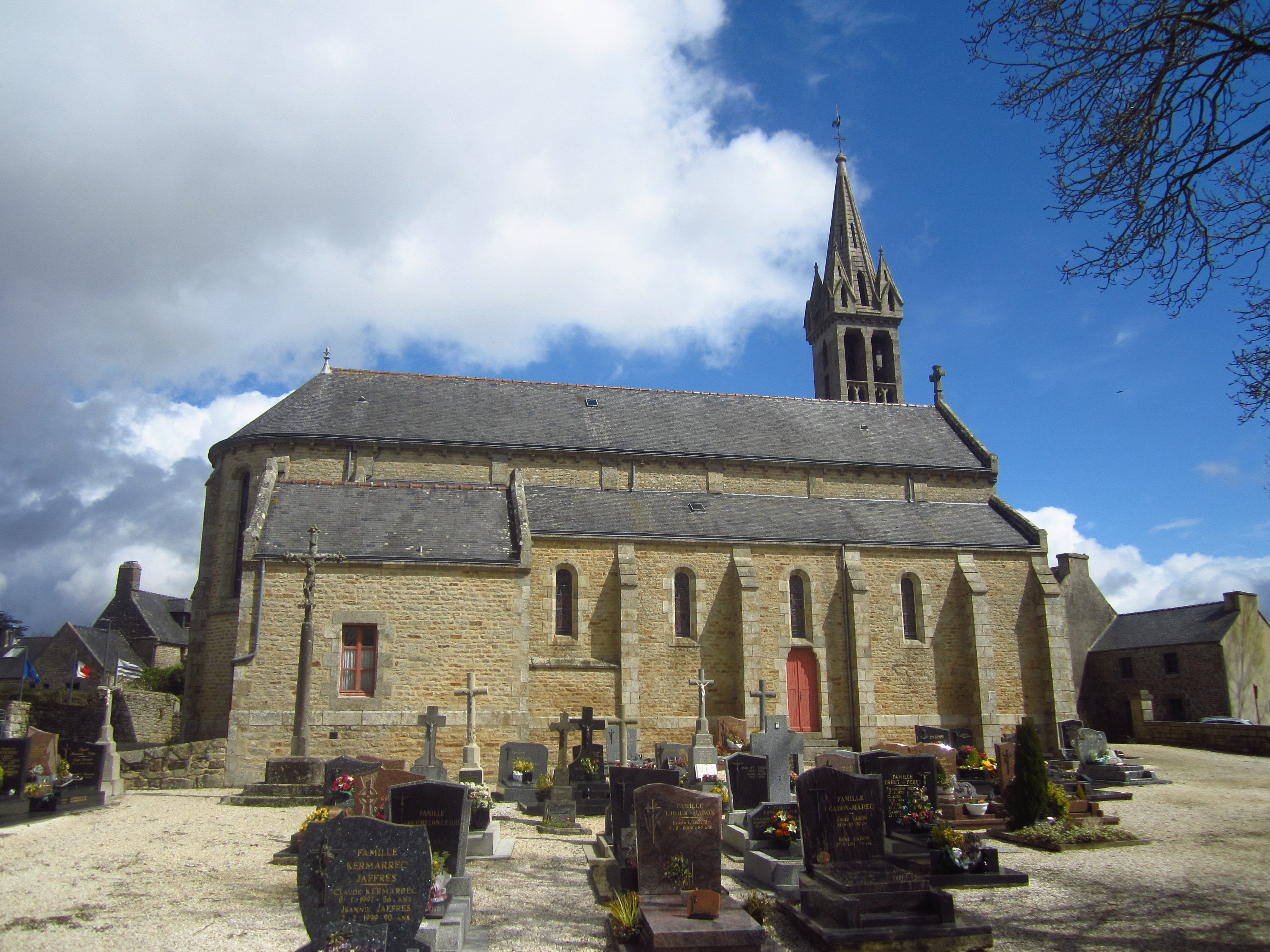
L'église Saint-Gouescat de Tréouergat
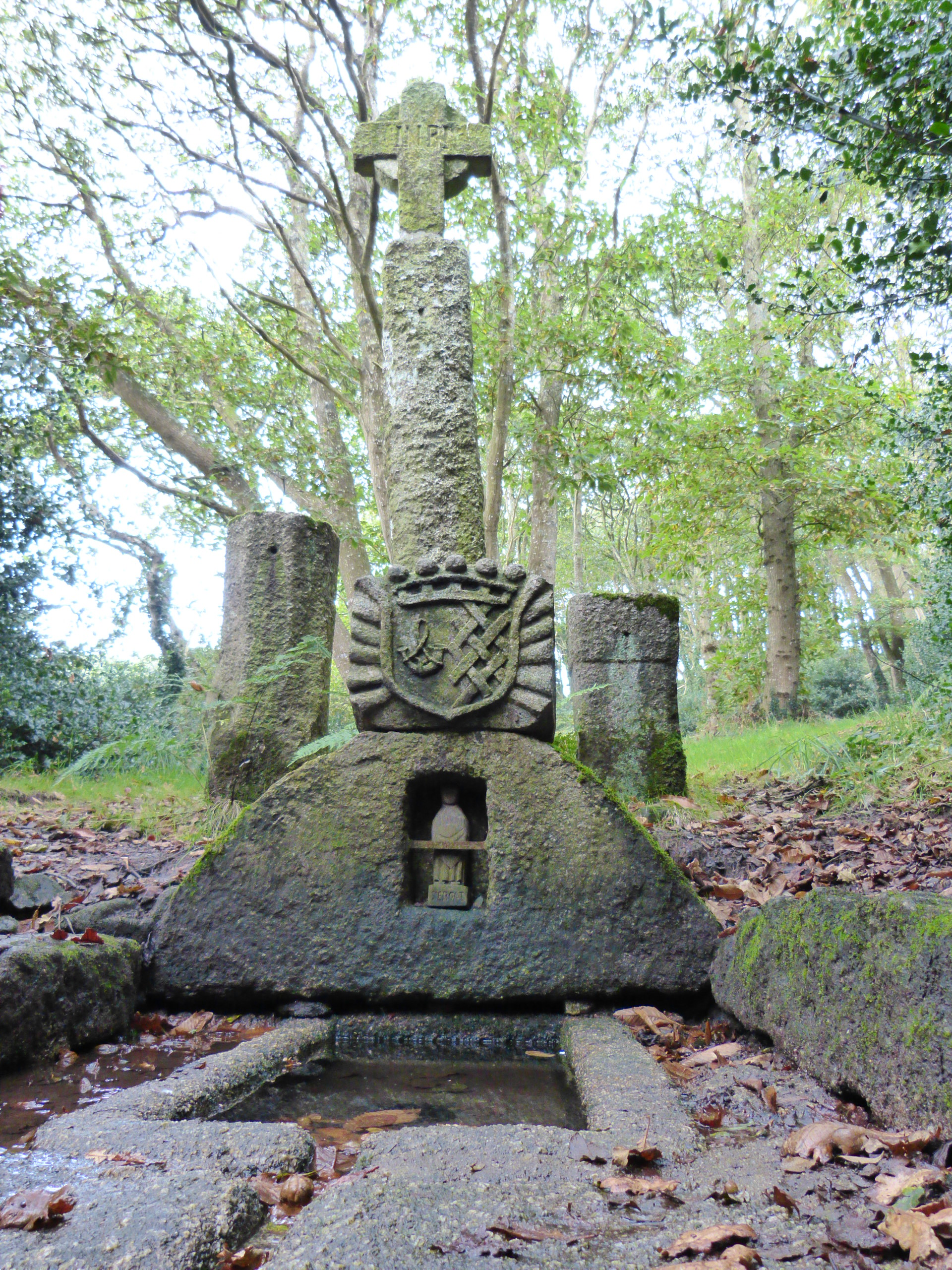
La fontaine Saint-Ergat à Tréouergat.

Il a existé une paroisse de Tréouescat, dédiée à saint Gouescat à Guipronvel.